# (274301) Wikipedia
(274301) Wikipedia (oznaczenia tymczasowe: 2008 QH24, 2007 FK34, 1997 RO4) – planetoida z pasa głównego asteroid okrążająca Słońce w ciągu 3 lat i 247 dni w średniej odległości 2,38 j.a. Została odkryta 25 sierpnia 2008 roku w Obserwatorium Astronomicznym Andruszówka na Ukrainie. 

## Nazwa
Nazwa planetoidy pochodzi od Wikipedii, wolnej internetowej encyklopedii działającej w oparciu o zasadę otwartej treści.